# 5567 Durisen
Az 5567 Durisen (ideiglenes jelöléssel 1953 FK1) a Naprendszer kisbolygóövében található aszteroida. Az Indiana Egyetem fedezte fel 1953. március 21-én.